# Scaphisoma medium
Scaphisoma medium – gatunek chrząszcza z rodziny kusakowatych, podrodziny łodzikowatych i plemienia Scaphisomatini.
Gatunek ten opisany został w 2002 roku przez Ivana Löbla na podstawie okazów odłowionych w 1968 roku.
Chrząszcz o ciele długości od 1,6 do 1,95 mm, ubarwiony ciemnorudobrązowo do czarnego z ciemnobrązowymi wierzchołkami pokryw, rudobrązowymi udami i goleniami oraz jeszcze jaśniejszymi czułkami i stopami. U obu płci na czole brak owłosionych wcisków. Przedplecze jest ku przodowi silnie zwężone, a punktowanie jego powierzchni jest płytkie, bardzo delikatne i rzadkie. Pokrywy są mocno zwężone u nasady, najszersze z tyłu nasadowej 1/5. Rejon szwu pokryw jest przynajmniej w tylnej ich połowie wyniesiony. Punktowanie pokryw jest niewiele grubsze niż przedplecza. Tylna para skrzydeł jest silnie zredukowana. Samiec ma edeagus o niesymetrycznie zwężonej nabrzmiałości nasadowej i łukowatym wyrostku wierzchołkowym, a jego prawa paramera jest szersza od lewej.
Owad endemiczny dla Papui-Nowej Gwinei, znany tylko z Góry Wilhelma. Spotykany na rzędnych 3600–4000 m n.p.m..